# Сафатово
Сафатово — деревня в Волоколамском районе Московской области России. Относится к Спасскому сельскому поселению. Население — 4 чел. (2010).

## География
Деревня Сафатово расположена на западе Московской области, в западной части Волоколамского района, примерно в 9 км к юго-западу от города Волоколамска. В деревне две улицы — Лесная и Садовая. Рядом с деревней протекает река Щетинка бассейна Рузы. Ближайшие населённые пункты — деревни Горбуново, Вашурино и Стремоухово.

## Население
| 1852 | 1859 | 1899 | 1926 | 2002 | 2006 | 2010 |
| ---- | ---- | ---- | ---- | ---- | ---- | ---- |
| 358  | ↘290 | ↗301 | ↘203 | ↘4   | ↘3   | ↗4   |

## История
Сафатово, деревня 1-го стана, Государственных Имуществ, 150 душ мужского пола, 208 женского, 38 дворов, 2 бумажные фабрики, 113 верст от столицы, 12 от уездного города, между Московским и Можайским трактами.— Нистрем К. Указатель селений и жителей уездов Московской губернии, 1852 г.
В «Списке населённых мест» 1862 года — казённая деревня 1-го стана Волоколамского уезда Московской губернии по правую сторону Московского тракта, от границы Зубцовского уезда на город Волоколамск, в 13 верстах от уездного города, при ручье Уткине, с 47 дворами, старообрядческим молитвенным домом, фабрикой и 290 жителями (137 мужчин, 153 женщины).
По данным на 1899 год — деревня Тимошевской волости Волоколамского уезда с 301 душой населения.
В 1913 году — 60 дворов.
По материалам Всесоюзной переписи населения 1926 года — центр Сафатовского сельсовета Тимошевской волости в 7,46 км от Осташёвского шоссе и 20,26 км от станции Волоколамск Балтийской железной дороги, проживало 203 жителя (88 мужчин, 115 женщин), насчитывалось 53 крестьянских хозяйства.
С 1929 года — населённый пункт в составе Волоколамского района Московского округа Московской области. Постановлением ЦИК и СНК от 23 июля 1930 года округа как административно-территориальные единицы были ликвидированы.
1929—1939, 1957—1963, 1965—1972 гг. — деревня Горбуновского сельсовета Волоколамского района.
1939—1957 гг. — деревня Горбуновского сельсовета Осташёвского района.
1963—1965 гг. — деревня Горбуновского сельсовета Волоколамского укрупнённого сельского района.
1972—1994 гг. — деревня Кармановского сельсовета Волоколамского района.
В 1994 году Московской областной думой было утверждено положение о местном самоуправлении в Московской области, сельские советы как административно-территориальные единицы были преобразованы в сельские округа.
1994—2006 гг. — деревня Кармановского сельского округа Волоколамского района.
С 2006 года — деревня сельского поселения Спасское Волоколамского муниципального района Московской области.